# Жубер, Жан
Жан Жубер (фр. Jean Joubert; 27 февраля 1928, Шалет-сюр-Луэн — 28 ноября 2015, Монпелье) — французский прозаик и поэт.

## Биография
Родился в Шалет-сюр-Луэн (фр. Chalette-sur-Loing) в 1928 году. В детстве наблюдал за тем, как его деревня превращается в пригород Монтаржи. Темы превращения деревни в город, изменения привычного ландшафта становится основной в большинстве его произведений, особенно в романе «Человек среди песков» (1975). Во время учёбы в коллеже, пришедшейся на время войны, начал писать стихи. В 1948 году переехал в Париж, где изучал философию в Сорбонне. Читал курс современной американской литературы в Монпелье.
Лауреат премий Малларме (1978) и Ренодо (1975).